# Søren Glosimodt Mosdal
Søren Glosimodt Mosdal, dit Soren Mosdal est un illustrateur et dessinateur de bande-dessinée danois né en 1972. 

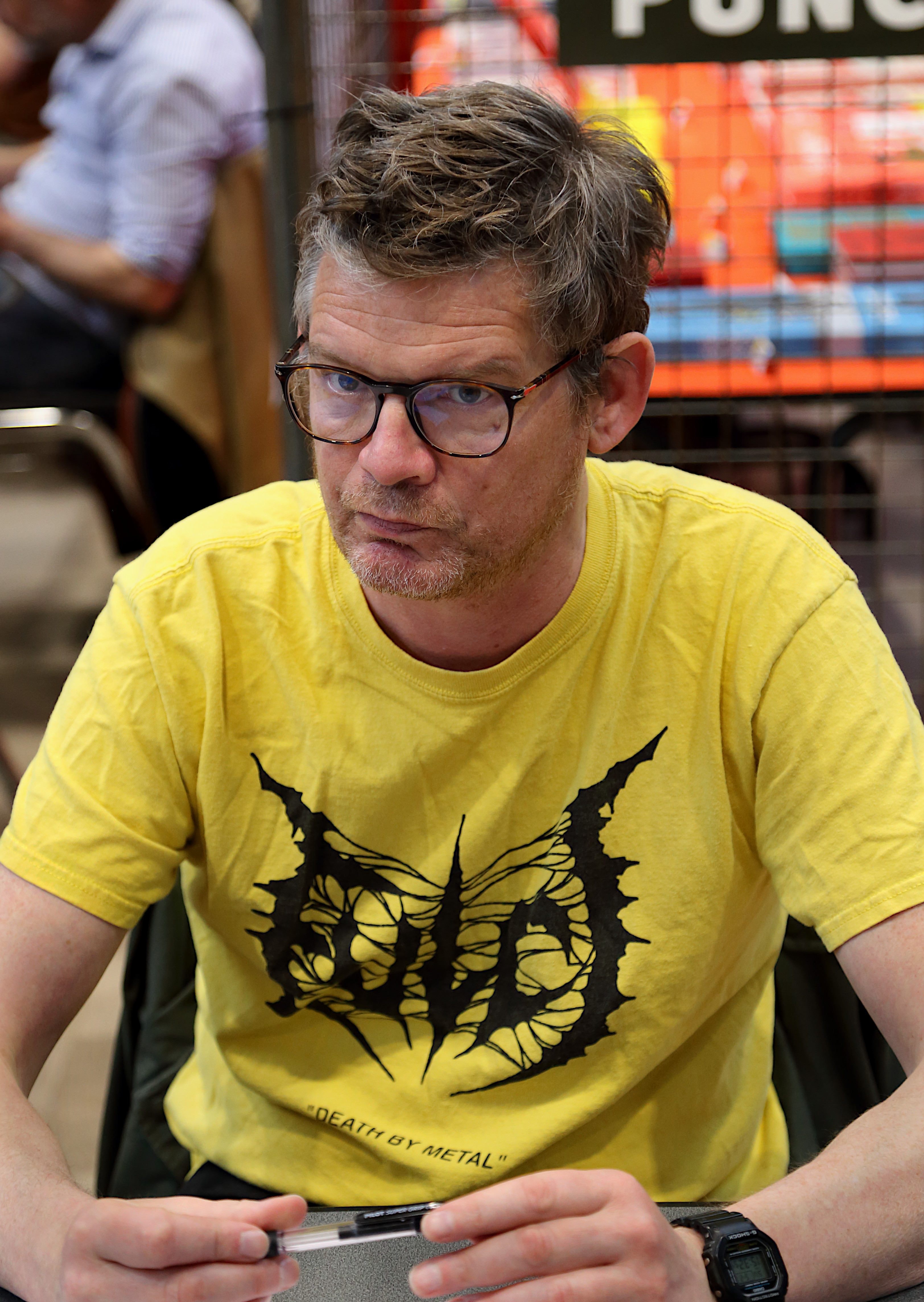
Søren Mosdal en 2023.

## Biographie
Après des études d'art à Copenhague, Soren Mosdal publie dès 1994 des histoires dans le magazine danois Farenheit et la revue littéraire Zoé. C'est dans cette dernière qu'il rencontre Jacob Ørsted, alors éditeur de la revue, qui devient à partir de 1997 son principal scénariste.
Leur première publication, Hundegott, paraît dès 1998 au Danemark, aux éditions Debaser. Deux ans plus tard, c'est au tour de Feuerwerk de sortir, mais cette fois-ci en France, aux éditions Amok (coll. Feu). Dans le même temps, Gash, collection de strips déjà publiés ou inédits, créés par Soren Mosdal seul, sort en librairies, d'abord en danois en 1999, puis en version anglaise en 2001.
Depuis le début des années 2000, Soren Mosdal consacre une grande partie de son travail à illustrer la musique : en témoigne la série Rock World, cherchant à parodier les groupes de rock danois. Il publie diverses illustrations dans des magazines (Berlingske Tidende, Borsen, Kristeligt Dagblad et KBH Magasinet Gyldendal), mais contribue également à des graphzines d'Europe entière, dont, en France, Hôpital Brut, L'Horreur est humaine, Gestroco Club... 
En 2010, il publie Lost Highway, bande dessinée sur la vie de la star de la musique country Hank Williams.
En 2014, il publie Erik Le Rouge - Roi de l’hiver chez Casterman.

## Publications
- 1998 : Hundegott (avec Jacob Orsted et Jakob F. Andreasen), Copenhague, Debaser. Publication française, Fremok, coll. Espèces, 2003
- 1999 : Gash, Slab-O-Concrete.
- 2001 : Feuerwerk (avec Jacob Orsted), Wissous, Amok, coll. Feu n°8
- 2001 : Fantômes (avec Jacob Orsted), Wissous, Amok, coll. Espèces
- 2001 : plusieurs planches dans le graphzine Hôpital Brut n°5, Marseille, ed. Le Dernier Cri
- 2002 : plusieurs planches dans le graphzine L'Horreur est humaine n°7, Montreuil, ed. Humeurs
- 2003: Final Scene (avec Jacob Orsted), in Moga Mobo N° 88
- 2003 : plusieurs planches dans le graphzine L'Horreur est humaine n°8, Montreuil, ed. Humeurs
- 2003 : plusieurs planches dans le graphzine Stomack n°4, Toulouse, ed. Ruin Comix
- 2005 : plusieurs planches dans le graphzine Gestroco Club n°5, auto-édition
- 2007 : participation à l'ouvrage collectif Elvis, "Die illustrierte Comic-Biografie", texte de R. Kleinst, ed. Enapa. Publ. française aux ed. Petit à petit, 2007,  (ISBN 284949111X)
- 2007 : Rock World #1 (avec Jacob Orsted), Copenhague, Smittekilde Press
- 2007 : Noize World #2 (avec Jacob Orsted), Smittekilde Press
- 2009 : Dog God, dans From Wonderland With Love (Anthologie), ed. Aben Maler / Fantagraphics
- 2010 : Lost Highway, ed. Forlaget Fahrenheit. Publication en anglais : Hank Williams : Lost Highway, Édition Moderne, 2011
- 2012 : Boil World #3 (avec Jacob Orsted), Anport Press
- 2014: Erik Le Rouge - Roi de l’hiver, Casterman
- 2014: Madeleine, Sarbacane
- 2014: Rockworld (avec Jacob Orsted), Hoochie Coochie